# Ірен Пачеко
Ірен Пачеко (ісп. Irene Pacheco; 26 березня 1971) — колумбійський професійний боксер, чемпіон світу за версією IBF (1999—2004) в найлегшій вазі.

## Професіональна кар'єра
1993 року дебютував на професійному рингу. Впродовж 1993—1998 років провів 23 перможних боя.
10 квітня 1999 року вийшов на бій за вакантний титул чемпіона IBF в найлегшій вазі проти Луїса Кокс Коронадо (Перу) і здобув перемогу технічним нокаутом в дев'ятому раунді. Провів шість успішних захистів титулу, у тому числі проти до того непереможного Масібулеле Макепула (ПАР) і Демаєна Келлі (Ірландія).
16 грудня 2004 року зустрівся в бою з Віком Дарчиняном (Вірменія) і програв нокаутом в одинадцятому раунді.
29 квітня 2006 року зустрівся в бою за звання обов'язкового претендента на титул IBF в легшій вазі з Еріберто Руїсом (Мексика) і здобув перемогу одностайним рішенням. 21 жовтня 2006 року переміг розділеним рішенням до того непереможного Леона Мура (Гаяна) і завоював вакантний титул WBO Inter-Continental в легшій вазі. 30 березня 2007 року вийшов на бій проти чемпіона WBO у легшій вазі Джонні Гонсалеса (Мексика), програв технічним нокаутом в дев'ятому раунді і завершив кар'єру.